# マルト・ケラー
マルト・ケラー（Marthe Keller、1945年1月28日 - ）は、スイスの女優、オペラ演出家。

## 来歴

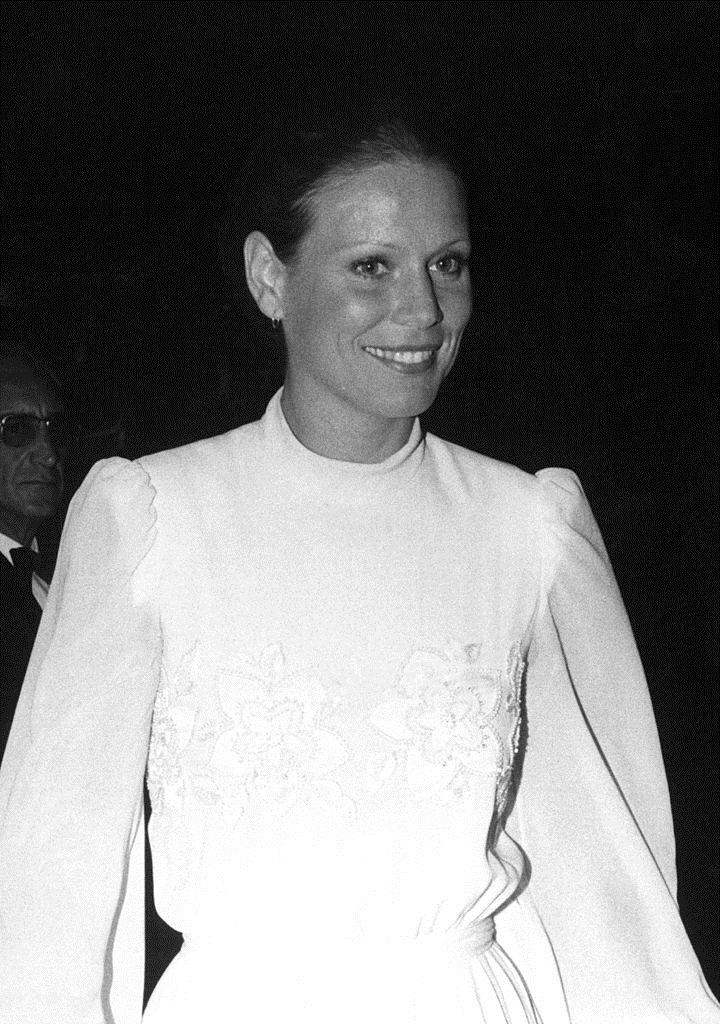
1975年撮影

バーゼル出身。幼少期からバレエを習っていたが、16歳の時、スキー中の負傷により断念、女優を志す。ベルリンのいくつかの劇場で働いた後、1964年にデビューし、ドイツのテレビドラマやドイツ映画、フランス映画などヨーロッパ各国の映画に多数出演、可憐な美しさで知られるようになる。
1976年、『マラソンマン』でハリウッド映画に進出。『ブラック・サンデー』のテロリスト役や『ボビー・デアフィールド』のアル・パチーノの相手役、ビリー・ワイルダー監督の『悲愁』、クリント・イーストウッドが監督した『ヒア アフター』の医師役などで知られる。
第30回カンヌ国際映画祭（1977年）では審査員を務めた。
1999年にはフランシス・プーランクのオペラ『カルメル派修道女の会話』でオペラ演出家デビュー、フランス批評家協会から最優秀オペラ公演賞を受賞するなど高い評価を受けた。2004年には、初のメトロポリタン歌劇場でモーツァルトの『ドン・ジョヴァンニ』を演出した（2006年には日本でも公演された）。

## 主な出演作品
| 公開年 | 邦題 原題                                                                 | 役名                         | 備考               |
| ------ | ------------------------------------------------------------------------- | ---------------------------- | ------------------ |
| 1966   | パーマーの危機脱出 Funeral in Berlin                                      | ブリギット                   | クレジットなし     |
| 1969   | 悪党 Le Diable par la queue                                               | アメリ                       |                    |
| 1969   | 君に愛の月影を Les Caprices de Marie                                      | マリー・パネトン             |                    |
| 1971   | 怪盗紳士アルセーヌ・ルパン Arsène Lupin                                   | ナターシャ                   | テレビドラマ       |
| 1973   | ああ!マイホーム Elle court, elle court la banlieue                        | マルレーン                   |                    |
| 1974   | マイ・ラブ Toute une vie                                                  | 踊子                         |                    |
| 1976   | マラソンマン Marathon Man                                                 | エルザ・オペル               |                    |
| 1977   | ブラック・サンデー Black Sunday                                           | ダリア・イヤッド             |                    |
| 1977   | ボビー・デアフィールド Bobby Deerfield                                    | リリアン                     |                    |
| 1978   | 悲愁 Fedora                                                               | フェドラ/アントニア          |                    |
| 1980   | ジェネシスを追え The Formula                                              | リサ・スパングラー           |                    |
| 1981   | ザ・アマチュア The Amateur                                                | エリザベト                   |                    |
| 1982   | パルムの僧院 La Chartreuse de Parme                                       | ジーナ・サンセヴェリーナ     | テレビ映画         |
| 1983   | ワーグナー/偉大なる生涯 Wagner                                            | マティルデ・ヴェーゼンドンク | テレビ映画         |
| 1985   | ルージュ・ベーゼ/15才の恋 Rouge Baiser                                    | ブロンカ                     |                    |
| 1987   | 黒い瞳 Oci ciornie                                                        | ティナ                       |                    |
| 1989   | 陰謀 ナチスに挑んだ男 The Nightmare Years                                 | テス・シャイラー             | テレビミニシリーズ |
| 1995   | 供述によるとペレイラは Sostiene Pereira                                   | デルガド夫人                 |                    |
| 1997   | エル Elles                                                                | バルバラ                     |                    |
| 1997   | 告発者 K K                                                                | ノラ・ウィンター             |                    |
| 1998   | 肉体の学校 L'École de la chair                                            | マダム・ソープ               |                    |
| 2002   | 狼とアーロン少年 Time of the Wolf                                         | レベッカ・マクレガー         |                    |
| 2007   | インストーラー Chrysalis                                                  | ブリューゲン教授             |                    |
| 2007   | UV -プールサイド- UV                                                      | 母                           |                    |
| 2007   | アヴィニヨン伝説 ～秘められた予言～ La prophétie d'Avignon                | ドナ                         | テレビミニシリーズ |
| 2008   | キューブ・ホスピタル Cortex                                               | キャロル・ロートマン         |                    |
| 2010   | ヒア アフター Hereafter                                                   | ルソー博士                   |                    |
| 2010   | ミケランジェロの暗号 Mein bester Feind                                    | ハンナ・カウフマン           |                    |
| 2013   | クリムゾン・プロジェクト La marque des anges - Miserere                   | ローラ・バーンハイム         |                    |
| 2015   | 忘れられない記憶 Amnesia                                                  | マルタ                       |                    |
| 2017   | フランス絶景ミステリー コレクション 「ラ・ブルブール」 Sources assassines | イレーヌ                     | テレビ映画         |
| 2017   | パリへの逃避行 The Escape                                                 | アナ                         |                    |
| 2018   | ロマノフ家の末裔 〜それぞれの人生〜 The Romanoffs                         | アヌシュカ                   | テレビドラマ       |
| 2023   | ONE LIFE 奇跡が繋いだ6000の命 One Life                                    | ベティ・マクスウェル         |                    |